# 1934

## Esdeveniments
Països Catalans
- 12 de gener, Lleida, S'inaugura EAJ-42 Ràdio Lleida, de la xarxa de Ràdio Associació de Catalunya, a la Casa Llorens del carrer Major.[1]
- 14 de febrer, Camp de les Corts, Barcelona: La selecció catalana de futbol juga contra la selecció espanyola de futbol, i és derrotada per 0 a 2.[2]
- 14 d'abril: Inauguració del Museu Prim-Rull de Reus, essent director Salvador Vilaseca.[3]
- 29 d'abril: Manifestació antifeixista i per la llibertat a Barcelona.
- 22 de setembre: Igualada: deixa de publicar-se El Sembrador, periòdic anarcosindicalista.[4]
- 6 d'octubre: Fets del sis d'octubre. Lluís Companys proclama l'Estat Català dins la República Federal Espanyola, l'acció considerada sediciosa pel govern espanyol, condueix a l'empresonament del govern català i de Pompeu Fabra i Poch i la suspensió de l'Estatut de Núria.
- 10 d'octubre, Barcelona: Últim número del setmanari L'Opinió, suspès per l’autoritat militar.[5]
- 12 d'octubre, Barcelona: Es publica el darrer número de La Campana de Gràcia.[6]

Resta del món
- 26 de gener: El Tercer Reich i la Segona República de Polònia firmen un pacte de no-agressió vàlid per deu anys.
- 13 de febrer, Madrid: la Falange Española i les Juntas de Ofensiva Nacional Sindicalista es fusionen en la FE de las JONS.
- Març: Hans Lineweaver i Burk Dean publiquen un article científic on descriuen un innovador mètode de representació gràfica lineal per a l'anàlisi de l'equació de Michaelis–Menten coneguda com a la representació de Lineweaver-Burk.
- 30 de juny, Tercer Reich: Nit dels ganivets llargs, per ordre de Hitler s'eliminen les Sturmabteilung (SA) una facció revolucionària dins del Partit Nacional Socialista dels Treballadors Alemanys.
- 19 d'agost, Alemanya: Referèndum sobre el cap d'estat del Reich confirma Hitler com a president i canceller, amb 89,93% dels vots.
- 9 de setembre, Johannesburg: l'astrònom Hendrik van Gent descobreix l'asteroide (1384) Kniertje.
- 5 d'octubre: Revolució d'Astúries.[7]

### Premis Nobel
| Camp                  | Guardonats                                             |
| --------------------- | ------------------------------------------------------ |
| Física                | No atorgat                                             |
| Química               | - Harold Clayton Urey                                  |
| Medicina o Fisiologia | - George Whipple - George Minot - William Parry Murphy |
| Literatura            | - Luigi Pirandello                                     |
| Pau                   | - Arthur Henderson                                     |

## Naixements
Països Catalans
- 5 de gener - Figueres, Empordà: Antoni Pitxot, pintor patró vitalici de la Fundació Gala-Salvador Dalí i vell amic i col·laborador de Salvador Dalí.
- 30 de gener - Sabadell: Agnès Armengol i Altayó, escriptora, pianista, promotora de la participació de les dones en el catalanisme.[8]
- 3 de febrer - Barcelona: Alfred Lucchetti i Farré, actor català (m. 2011).[9]
- 22 de març - Barcelona: María Dolores Gispert Guart, actriu de veu i locutora (m. 2018).[10]
- 2 d'abril - Barcelona: Eulàlia Duran i Grau, historiadora catalana.[11]
- 20 d'abril - Cadaqués: Quima Jaume, poeta i assagista catalana (m. 1993).[12]
- 22 d'abril - Barcelona: Dolors Altaba i Artal, gemmòloga i escriptora catalana.[13]
- 27 de maig - Barcelona: Anna Fort Comas, pianista, compositora i professora de piano, cant i solfeig.[14]
- 17 de juliol - Albesa, Noguera: Marta –o Martha– Palau i Bosch, artista catalana nacionalitzada mexicana, exiliada del franquisme.[15]
- 17 d'agost - Tortosa: Ricard Salvat i Ferré, escriptor i director teatral català.[16]
- 4 de setembre - Palma: Natàlia Solà i Salvà, compositora, pianista i pedagoga mallorquina que viu a Andorra.[17]
- 10 de setembre - Sabadell: Feliu Formosa i Torres, escriptor i director escènic català.[18]
- 24 de setembre - Barcelona: Núria Torray, actriu catalana que destacà especialment en l'escena teatral (m. 2004).[19]
- 4 de novembre - La Garriga: Xavier Albó i Corrons, sacerdot jesuïta, antropòleg i lingüista català (m. 2023).
- 20 de novembre - València: Paco Ibáñez, cantant valencià en castellà.
- Barcelona: Carles Madirolas, polifacètic artista plàstic.
- Mollet del Vallés, Antoni Creus Solé, enginyer industrial.

Resta del món
- 7 de gener: Tassos Papadópulos, president de Xipre.
- 8 de gener: Mont-Saint-Aignan, França: Jacques Anquetil, ciclista francès
- 11 de gener: Jean Chrétien, primer ministre del Canadà.
- 16 de gener, Bradford, Pennsilvània, els Estats Units: Marilyn Horne, mezzosoprano estatunidenca.[20]
- 27 de gener:
  - Boulogne-Billancourt: Édith Cresson, política francesa que fou Primera Ministra, la primera dona a ocupar aquest càrrec.[21]
  - William Anthony Gamson, professor de sociologia de la Universitat de Boston.
- 11 de febrer, 
  - Ciutat de Panamà: Manuel Antonio Noriega Moreno, militar i polític panameny, dictador del país des de 1983 fins a 1989.
  - Londres: Mary Quant, dissenyadora de moda britànica, inventora de la minifaldilla.[22]
- 24 de febrer, Savona, Itàlia: Renata Scotto, soprano i directora italiana.[23]
- 28 de febrer: Worcester, Anglaterra: Edward Elgar, compositor anglès (n. 1857).[24]
- 1 de març, Payerne, Vaud (França): Jacques Chessex, novel·lista, poeta, editor i pintor suís, escriptor en francès. Premi Goncourt de novel·la l'any 1973, per l'Ogre i de poesia l'any 2004 (m. 2009).
- 5 de març: Tel-Aviv, Mandat Britànic de Palestina: Daniel Kahneman, economista, Premi Nobel d'Economia de l'any 2002.[25]
- 9 de març, Smolensk, URSS: Iuri Gagarin, primer cosmonauta de la història.(m. 1968).[26]
- 10 de març, Bombai: Bhupen Khakhar, artista indi.
- 12 de març, Gross-Inzersdorf, Baixa Àustria: Adolf Frohner, pintor.
- 14 de març, Renate, Itàlia: Dionigi Tettamanzi fou un cardenal italià de l'Església Catòlica.(m. 2017)[27]
- 25 de març, Toledo (Ohio): Gloria Steinem, periodista i escriptora estatunidenca, activista pels drets de la dona.[28]
- 27 de març, Berlín: Jutta Limbach, jurista i política alemanya (m. 2016).[29]
- 31 de març, Gorizia, Itàlia: Carlo Rubbia, físic italià, Premi Nobel de Física de l'any 1984.[30]
- 24 d'abril, Richmond, Virgínia: Shirley MacLaine, actriu estatunidenca, guanyadora d'un Oscar.[31]
- 3 de maig, Alexandria (Egipte): Giuseppe Mustacchi, conegut pel nom artístic de Georges Moustaki, cantautor francès d'origen greco-egipci (m. 2013).[32]
- 4 de maig, Leningrad: Tatiana Samóilova, actriu soviètica i russa (m. 2014).[33]
- 13 de maig, Caracas, Veneçuela: Pedro Cassiram, periodista veneçolà
- 21 de maig, Halmstad, Halland, Suècia: Bengt Samuelsson, químic i metge suec, Premi Nobel de Medicina o Fisiologia de l'any 1982.[34]
- 3 d'abril, Londres, Anglaterra: Jane Goodall, primatòloga, etnòloga i antropòloga anglesa.[35]
- 30 de maig, Listvianka, Unió Soviètica: Aleksei Leónov, cosmonauta soviètic que va fer el primer passeig espacial el 18 de març de 1965 (m. 2019).[36]
- 16 de juny, 
  - Cambridge, Massachusetts, Estats Units: William Forsyth Sharpe, economista nord-americà, Premi Nobel d'Economia de l'any 1990.[37]
  - Clapton, Londres: Eileen Atkins, actriu anglesa de teatre, cinema i televisió.[38]
- 24 de juny, Siligo, Sardenya: Maria Carta, cantant de música sarda, actriu i poeta (m. 1994).[39]
- 28 de juny, Tunis (Tunísia): Georges Wolinski, dibuixant mort en l'atemptat contra Charlie Hebdo de 2015.[40]
- 1 de juliol, Lafayette, Indiana: Sydney Pollack, actor, director i productor de cinema nord-americà (m. 2008).
- 4 de juliol, Madrid: Carmen Santonja, compositora i cantant, pintora i escriptora (m. 2000).[41]
- 7 de juliol, Anderny (França): Vinko Globokar, compositor de música contemporània i trombonista francès d'origen eslovè.[42]
- 8 de juliol, Santiago de Xile: Raquel Correa, periodista xilena (m. 2012).[43]
- 13 de juliol, Abeokuta, Nigèria: Wole Soyinka, escriptor i director de cinema nigerià, Premi Nobel de Literatura de l'any 1986.[44]
- 15 de juliol, Accrington (Anglaterra): Sir Harrison Birtwistle, compositor anglès.[42]
- 24 de juliol, Hastings, Nebraska: Sheila Hicks, artista tèxtil nord-americana.[45]
- 18 d'agost, Madrid: Paloma Gómez Borrero, periodista i escriptora espanyola (m. 2017).[46]
- 21 d'agost, Denver, Colorado, EUA: John L. Hall, físic nord-americà, Premi Nobel de Física de l'any 2005.[47]
- 4 de setembre, Swansea, Gal·les: Clive Granger, economista gal·lès, Premi Nobel d'Economia de l'any 2003 (m. 2009).[48]
- 5 de setembre, Maina, óblast d'Uliànovsk, RSS de Rússia: Yuri Afanassiev, polític soviètic.[49]
- 14 de setembre, Saint Paul, Estats Units: Kate Millett, feminista, escriptora, educadora i artista estatunidenca (m. 2017).[50]
- 20 de setembre, Roma, Regne d'Itàlia: Sophia Loren, actriu de cinema italiana.
- 21 de setembre:
  - Mont-real, Quebec: Leonard Norman Cohen conegut com a Leonard Cohen, cantant canadenc (m. 2016)[51]
  - Bearsden, East Dunbartonshire, Escòcia: David J. Thouless, físic escocès, Premi Nobel de Física de 2016.
- 22 de setembre, Milà, Itàlia: Ornella Vanoni, cantant de música melòdica i actriu italiana.[52]
- 23 de setembre: Per Olov Enquist, dramaturg i novel·lista suec.
- 1 d'octubre, Santander: Emilio Botín, banquer, propietari i president del Banco Santanter.
- 13 d'octubre: Khanià, Creta, Grècia: Nana Mouskouri, activista i cantant grega.[53]
- 15 d'octubre, Pequín (Xina): Wang Meng (escriptor) xinès, Premi Mao Dun de Literatura de l'any 2015.[54]
- 27 d'octubre, Vichy: Jacqueline Dulac és una cantant i lletrista francesa.[55]
- 9 de novembre, Brooklyn, Nova York, EUA: Carl Sagan, popular astrònom estatunidenc i divulgador científic (m. 1996).[56]
- 8 de desembre, Madrid, Espanya: Eloy Gutiérrez Menoyo, guerriller cubà i anticastrista (m. 2012).[57]
- 9 de desembre, York, Anglaterra: Judi Dench, actriu anglesa.[58]
- 10 de desembre, Filadèlfia, Pennsilvània (EUA): Howard Martin Temin, biòleg nord-americà, Premi Nobel de Medicina o Fisiologia de l'any 1975
- 20 de desembre, Madrid: Juan María Alponte, periodista, catedràtic i historiador espanyol, nacionalitzat mexicà.
- 27 de desembre, Surrey: Pat Moss, pilot de ral·lis d'automòbils, cinc cops campiona europea.[59]
- 28 de desembre: Maggie Smith, actriu britànica.
- ?, Palmira, Síria: Khaled al-Asaad, arqueòleg sirià, director del jaciment de Palmira.

- Zollikon, cantó de Zúric: Adolf Muschg, autor suís que ha escrit obres de teatre, novel·la i assaig.

## Necrològiques
Països Catalans
- 5 de gener - Barcelona - Sebastià Farnés i Badó, advocat, taquígraf, escriptor i folklorista català.
- 18 de gener - Castelló de la Plana (la Plana Alta) - Vicent Castell i Domènech, pintor, dibuixant i decorador valencià (n. 1871).
- 20 de gener - Sitges, Garraf: Miquel Utrillo, enginyer, pintor, decorador, crític d'art i promotor artístic català (n. 1862).
- 30 de gener - Sabadell: Agnès Armengol i Altayó, escriptora i pianista (n. 1852).[60]
- 8 de febrer - El Pla del Penedès: Dolors Prats i Respall, mestra i pintora (n. 1861).[61]
- 27 de febrer - Barcelona: Josep Llimona i Bruguera, escultor, un dels millors representants de l'escultura modernista catalana.[62]
- 4 de març - Barcelona:  Santiago Valentí i Camp periodista, escriptor, editor, sociòleg i polític català (n. 1875)[63]
- 6 de març - Barcelona: Concepció Ginot i Riera, pianista, professora de música i compositora catalana (n. 1858).[64]
- 2 de maig - la Pobla Llarga (la Ribera Alta) - Julià Ribera Tarragó, filòleg arabista valencià (n. 1858).[65]
- 28 de desembre - Reus, Baix Camp: Pau Gargallo i Catalán, escultor català (n. 1881).

Resta del món
- 29 de gener - Basilea (Suïssa): Fritz Haber, químic alemany, Premi Nobel de Química de 1918 (n. 1868).

- 13 de febrer - Pau, Pirineus Atlàntics: Ellen Ridgway, jugadora de golf i filantropa estatunidenca (n. 1866).[66]
- 23 de febrer - Lowe Broadheath, Worcester (Anglaterra): Edward Elgar, compositor anglès (n. 1857)
- 25 de maig - Londres, Anglaterra: Gustav Holst, compositor anglès (n. 1874).[67]
- 30 de maig - Tòquio (Japó): Tōgō Heihachirō, almirall japonès (n. 1847).[68]
- 10 de juny - Grez-sur-Loing, Seine-et-Marne, França: Frederick Delius, compositor anglès (n. 1862).[69]

- 11 de juny, 
  - Bromma, Estocolm: Ester Almqvist, artista expressionista sueca (n. 1869).[70]
  - Orsha (URSS, actual Belarús) - Lev Vygotski, pedagog i psicòleg (n. 1896).
- 15 de juny, París (França): Alfred Bruneau, compositor i musicòleg francès (n. 1857).[42]
- 29 de juny, Basilea, Suïssa: Fritz Haber, químic alemany, Premi Nobel de Química de l'any 1918 (n. 1868).
- 2 de juliol, presó de Stadelheim, Múnic (Baviera, Alemanya): Ernst Röhm, polític i militar alemany, assassinat arran de la Nit dels ganivets llargs (n. 1887).
- 4 de juliol - Sallanches, França: Marie Curie, física i química polonesa, Premi Nobel de Químic i de Física (n. 1867).[71]
- 13 de juliol - Christchurch: Katherine Sheppard, política feminista i sugragista neozelandesa (n. 1847).[72]
- 25 de juliol - Viena: Engelbert Dollfuß, canceller d'Àustria (n. 1892).[73]
- 9 de setembre - Praga: Kateřina Emingerová, compositora, pianista i educadora musical txeca, escriptora i crítica musical (n. 1856).[74]
- 12 d'octubre - Nova York, USAː Gertrude Käsebier, fotògrafa nord-americana (n. 1852).[75]
- 13 d'octubre - Oviedo: Aida Lafuente Penaos, militant revolucionària lleonesa, que morí en la Revolució d'Astúries de 1934 (n. 1915).[76]
- 15 d'octubre, París, França: Raymond Poincaré, polític francès, Primer Ministre i President de la República francesa (n. 1860).[77]
- 17 d'octubre, Madrid, Espanya: Santiago Ramón y Cajal, metge, històleg i professor universitari navarrès, guardonat amb el Premi Nobel de Medicina o Fisiologia el 1906 (n. 1852).
- 18 d'octubre - Emiliano González Navero, president de Paraguai (n. 1861).
- 30 de novembre, Guyancourt: Hélène Boucher, coneguda aviadora francesa (n. 1908).[78]
- 1 de desembre, Sant Petersburg (Rússia): Serguei Kírov (rus: Серге́й Миро́нович Ки́ров), nascut Serguei Mirónovitx Kóstrikov, va ser un dels primers líders bolxevics a la Unió Soviètica (n,. 1886).[79]
- 31 de desembre - Mount Dora, Florida: Cornelia Clapp, zoòloga i acadèmica estatunidenca especialitzada en biologia marina (n. 1849).[80]
- ?, Buenos Aires (Argentina) - Jeroni Zanné i Rodríguez, poeta i escriptor català noucentista (n. 1873).